# Nicolás Inostroza
Nicolás Inostroza (Mendoza, Provincia de Mendoza, Argentina; 19 de febrero de 1991) es un futbolista argentino. Juega de defensor y su equipo actual es Atlético Club San Martín que disputa el Torneo Federal A de Argentina.

## Clubes
Actualizado el 16 de diciembre de 2019.
| Club                         | País      | Año           | PJ  | Goles |
| ---------------------------- | --------- | ------------- | --- | ----- |
| Alianza Futbolística (VM)    | Argentina | 2008-2010     | ?   | ?     |
| Juventud Unida Universitario | Argentina | 2011-2014     | 35  | 0     |
| Jorge Newbery (VM)           | Argentina | 2015          | 15  | 1     |
| Juventud Unida Universitario | Argentina | 2015-2016     | 32  | 0     |
| Gimnasia y Esgrima (M)       | Argentina | 2016-2018     | 24  | 0     |
| Estudiantes (SL)             | Argentina | 2018-2019     | 18  | 0     |
| Huracán Las Heras            | Argentina | 2019-presente | 11  | 0     |
| Total                        |           |               | 135 | 1     |

## Palmarés

### Otros logros
| |
| - Ascenso a la Primera B Nacional con Juventud Unida Universitario en el Torneo Federal A 2015. - Ascenso a la Primera B Nacional con Gimnasia de Mendoza en el Torneo Federal A 2017-18. |